# Karol Sawicki
Karol Sawicki (ur. 4 listopada 1941 w Warszawie), polski dziennikarz, filolog, germanista.

## Życiorys
Absolwent Uniwersytetu im. Adama Mickiewicza w Poznaniu (1968, filologia germańska, skandynawistyka). Pracował w Polskim Radiu jako lektor w redakcji szwedzkiej programów dla zagranicy. Następnie został dziennikarzem w Telewizji Polskiej, dla której współtworzył Dziennik Telewizyjny i Telewizyjny Kurier Warszawski, a ze Zdzisławą Gucą prowadził Panoramę dnia.  Następnie został korespondentem TVP w Bonn.

## Filmografia
- 1977: "Przegrana bitwa" - konsultacja (filologiczna)[3]